# سيمون أشلي
سيمون أشويني بيلاي (مواليد 30 مارس 1995)، المعروفة باسم سيمون أشلي (بالإنجليزية: Simone Ashley)‏ هي ممثلة بريطانية. اشتهرت بأدوارها في مسلسل نتفليكس التاريخي بريدجيرتون (2022-حتى الآن) والمسلسل الكوميدي الدرامي التربية الجنسية (2019-2021).

## روابط خارجية
- سيمون أشلي على موقع IMDb (الإنجليزية)
- سيمون أشلي على موقع ميتاكريتيك (الإنجليزية)
- سيمون أشلي على موقع روتن توميتوز (الإنجليزية)
- سيمون أشلي على موقع ألو سيني (الفرنسية)
- سيمون أشلي على موقع قاعدة بيانات الفيلم (الإنجليزية)